# 先生
先生是称谓，字面的意思表示：先出生的人。以此外延为对有一定地位、学识、资格的人可以称为先生，以及對丈夫的尊稱亦可稱為先生。一般漢語中「先生」一詞的原意是對有學問、知識者（老師）的尊稱，男女皆可用，但並非所有人都可稱為先生。
雖然古代「先生」是不分性別的一種尊稱，由於具有社會地位和受人尊敬的獨立個體大多為男性，極少數被稱為先生的女性個人或職業都以「女先生」作為區別。近代以來，「先生」一詞發展對男性的一種稱謂，相對於女性的女士，於其在傳統文化中的意義已經相去甚遠。进入21世纪后，中国学界对用“先生”称呼特定身份的女性有争议:50。

## 词源
中文的“先生”可追溯到《诗经》之中的“诞弥厥月，先生如达”，意为“姜源怀胎满十月，初生之子很顺当”。《尔雅·释亲》“男子，先生为兄，后生为弟；女子，先生为姊，后生为妹”。故“先生”最早是词组，为“先我而生”之意，后引早为“父兄”之意。《論語·為政》註解顯示「先生者，父兄也」。《戰國策》“卫客患之，乃见梧下先生”。“先生”成为对長輩的尊称。《禮曲·礼上》中“从于先生，不越礼而与人言”，「先生」首次稱呼老師:49。
現時一些汉语族語言（如潮州话、泉漳語、粤语、闽东语、客家语等）、日語（せんせい）（日語羅馬字 Sensei）、韓語和越南語等語言仍然保留這種用法，大多用在學者、科學家、作詞/作曲家、教師、醫師、律師、會計師、政治家等「師·士·家」字輩的專業人士職業身上。
先生（Sensei）現在也變成英文用詞，教導的人之意。

## 含义
「先生」一詞在不同的环境下可能有如下含义：
- 對男性的尊称
  - 这是现代的用法，是受到西方语言的Mister一词的影响才产生的，不是“先生”的本义：尤其是成年男子，例如个体称呼的“先生”或“某姓先生”，群体统称为“女士们、先生们”。中国大陆研究者何英楠进行的2016年1月网络小规模问卷调查中，五成五的被调查者表示“是，好多场合都称成年男性为先生”，四成四的被调查者表示“否，只有有威望的成年男性才可以被称为先生”。五成二的被调查者认为“先生”有“性别指向，区分男女”，近四成八的被调查者认为“先生”是“谦敬指向，是不区别性别的敬称”。何英楠在新华网所做的“先生”140万检索显示，“先生”在日常用语中最广泛的指称为成年男性[1]:49—50。
- 對有才学者的尊称
  - 这是自古以来的用法，男女皆可用，是对有一定知識地位的人的一种尊称：例如昌黎先生、濂溪先生、紫陽先生、陽明先生、船山先生、舜水先生、梨洲先生、孫中山先生、何香凝先生、宋庆龄先生。2015年10月，“军事医学科学院致信祝贺屠呦呦先生获诺奖”[1]:50。
  - 进入21世纪后，中国学界对用此含义称呼女性有争议[2]。
    - 中国语文现代化学会2003年年度会议论文集中收录有周有光《女士不宜称先生》一文。周有光以“混淆性别、重男轻女、用词混乱”三条理由反对称女性为“先生”。“重男轻女”理由中，他指“称先生是尊敬，称女士是不尊敬。这明明表示了重男轻女的下意识。想要尊敬，反而不尊敬了[2]。”作者李远明发文表示反对，认为“女士无妨称先生”。李远明认为“女士”通常用以称呼“靓丽年华的中青年女性”。宋庆龄、杨绛等知名老年女性若称为“女士”，则“有悖语感直觉，会以为语含调侃，大为不敬”，不如称呼“先生”得体。“人们并非不分年齿老少，凡女士一概改称先生，怎么就‘表现了重男轻女的下意识’呢！”更指周有光的“专家建议”面对社会大众“約定俗成”，除了“碰壁之外，绝无先例”[4]:95。
    - 2013年《紐約時報中文網》相关文章提及微博上的女性意见领袖往往被称为“先生”。有评论表示“作为女性，你必须非常出色才能被冠以这一称谓，但如果是一名男性，谁都是先生”。被称为“先生”的吴青女士曾在一次电话采访中表示，自己配不上这一称谓。她认同“先生”的古义“老师”，理解为一个中性的褒奖。她说“我想这可以是一件好事，”。她认为，年轻人或许不明白，这是一个可以用于任何人的、表示尊重的传统称呼。汉语言学专家、首都师范大学CET对外汉语学习项目负责人莫大伟（David Moser）则认为，在中国，人们尚未对这一领域进行过深入探讨，也就是说人们可能对此没有多少意识。同时，“这些根深蒂固的用词存在于人们有意或无意的行为中，显示出持久的男权至上的态度。”他说，中文里侮辱女性的内容数之不尽，但潜意识层面上的那些最让他感兴趣，因为这些是危害最大的[3]。中国大陆研究者何英楠进行的2016年1月网络小规模问卷调查中，九成三的被调查者认为并不是所有成年女性都可以被称为“先生”。此类女性需要“某一方面成就很突出，受人尊敬”、“很有知识”、“社会地位很高”。何英楠总结：“判断女性是否能被称为‘先生’的社会标准很高”[1]:50。
- 對夫婿的尊稱
  - 即男性配偶（丈夫），一般带有定语，例如：我先生、你先生、李家女儿的先生。
- 對教师的尊稱
  - 老师，教育工作者，在日本境內亦統稱為「先生(Sensei)」。例如欧阳修：「不畏先生嗔」（在1990年代以前，香港流行教師不論性別都籠統地統稱作「先生」）
- 对医生的尊稱
  - 现在已经较少使用，在古时或民初时经常用到，例如：「生病就要去看先生」，但在韩语日語中仍然使用。
- 對官員的尊稱
  - 類似於「老爺」一詞，可加官銜，在古时或民国初年时经常用到，例如：「為人部屬，最恐『本縣先生』慍怒。」
- 对幕僚、幕友的尊稱
  - 现在已经较少使用，在古时或民初时经常用到，例如：「你各位為人家先生的人，做事也不盡心，豈對得住那東道主。」
- 對會計師的尊稱
  - 账房先生，古时对会计、帐务工作者的一种称呼，现在已經较少用，在古时或民国时期经常用到。
- 對道士、风水师、命理師、优伶、说书、评弹等玄学或艺术工作者的一种尊称（另見师傅）。

## 使用舉例
- 全名+先生
- 姓氏+先生
- 名字+先生
- 算命先生
- 风水先生
- 教书先生
- 看病先生
- 账房先生

## 备注
1. ↑  除女士外，常见女性称谓有未婚「小姐」、已婚「太太」或「夫人」、以及女性雅稱「姑娘」。